# 台北経済文化代表処

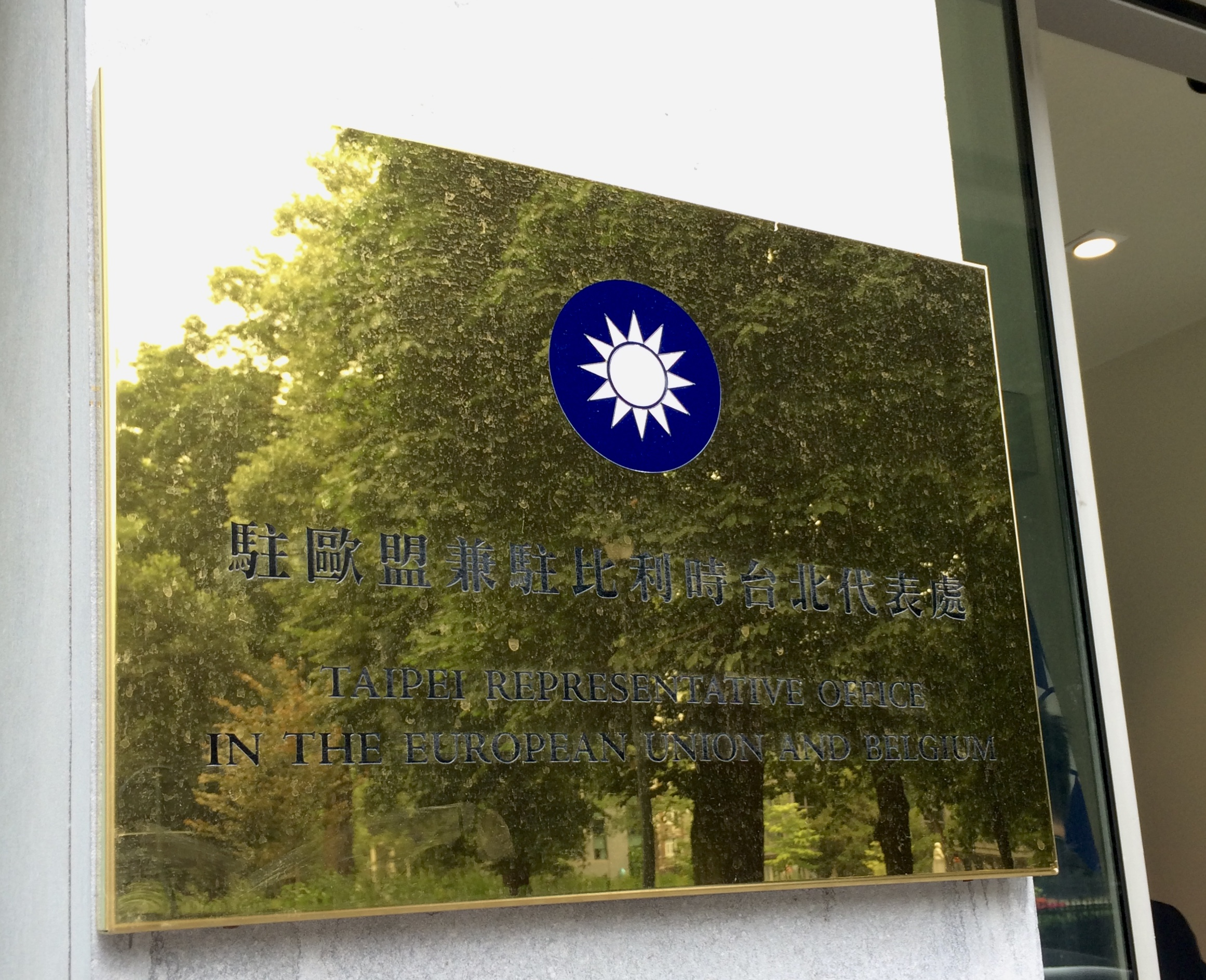
ベルギー・ブリュッセルにある欧州連合・ベルギー事務所「駐欧盟兼駐比利時代表処」（2019年）

台北経済文化代表処（タイペイけいざいぶんかだいひょうしょ、臺北經濟文化代表處、Taipei Economic and Cultural Representative Office, TECRO）は、中華民国の在外代表部である。台北代表処（Taipei Representative Office, TRO）などの名称で設置されていることもある。
「中華民国」を承認しない各国に駐在し、各国と台湾地域の非政府間関係かつ実務関係を処理する台湾側の対外窓口として機能している。
なお、「台北」の名は「一つの中国」問題への抵触を避ける形で便宜的に中心都市名を冠しているだけであり、台北市政府の機関ではない。

## 概説
形式上は「関係協会」などを名乗る非政府組織の外国駐在事務所であるが、中華民国政府の対外関係を所掌する「政府機関」である「中華民国外交部」が所管しており、通常の二国間関係でいえば「代表処」は大使館、「弁事処」は総領事館、「分処」は領事館と符合する
ただし、相手国から政府承認を得られていないため、外交関係に関するウィーン条約や領事関係に関するウィーン条約に基づく外交特権や領事特権は認められていないとみられ、国際法上非公式な代表部でしかない。
アメリカ合衆国では台湾関係法により例外的に一定の権利が認められている。また、日本では日中国交正常化前の中華人民共和国の中日備忘録貿易弁事処東京連絡処と同様に固定資産税等の税金を全額免除したり、職員に対する一定の便宜を図っている。
2009年2月現在、世界各国122カ所に駐在し、貿易・経済・文化関係や査証の取り扱いなど領事館のような業務を行っている。

## 名称問題
名称は国・地域によって異なるが、この記事では「代表処」と総称する。ほとんどの「代表処」は、「中華民国」（Republic of China）、「台湾」（Taiwan）ではなく、「台北」（Taipei）が付されている。相手国が中国（中華人民共和国）の「一つの中国」政策（台湾を一地方政府とみなし、中華民国の存在や「二つの中国」を否定する立場）に配慮しているためである。「経済」や「文化」といった用語が入るかどうかは国によって異なる（欧州は入っていない国が多い）。一部の国（ナイジェリア、ボリビア、エクアドルなど）では「中華民国」「台湾」が入っているが、その場合は「代表処」ではなく「商務代表団」「商務弁事処（辦事處）」といった名称になっている。ただし、これらも中国からの圧力で「台北」に改称する例が増えている。

## 主要国の代表処

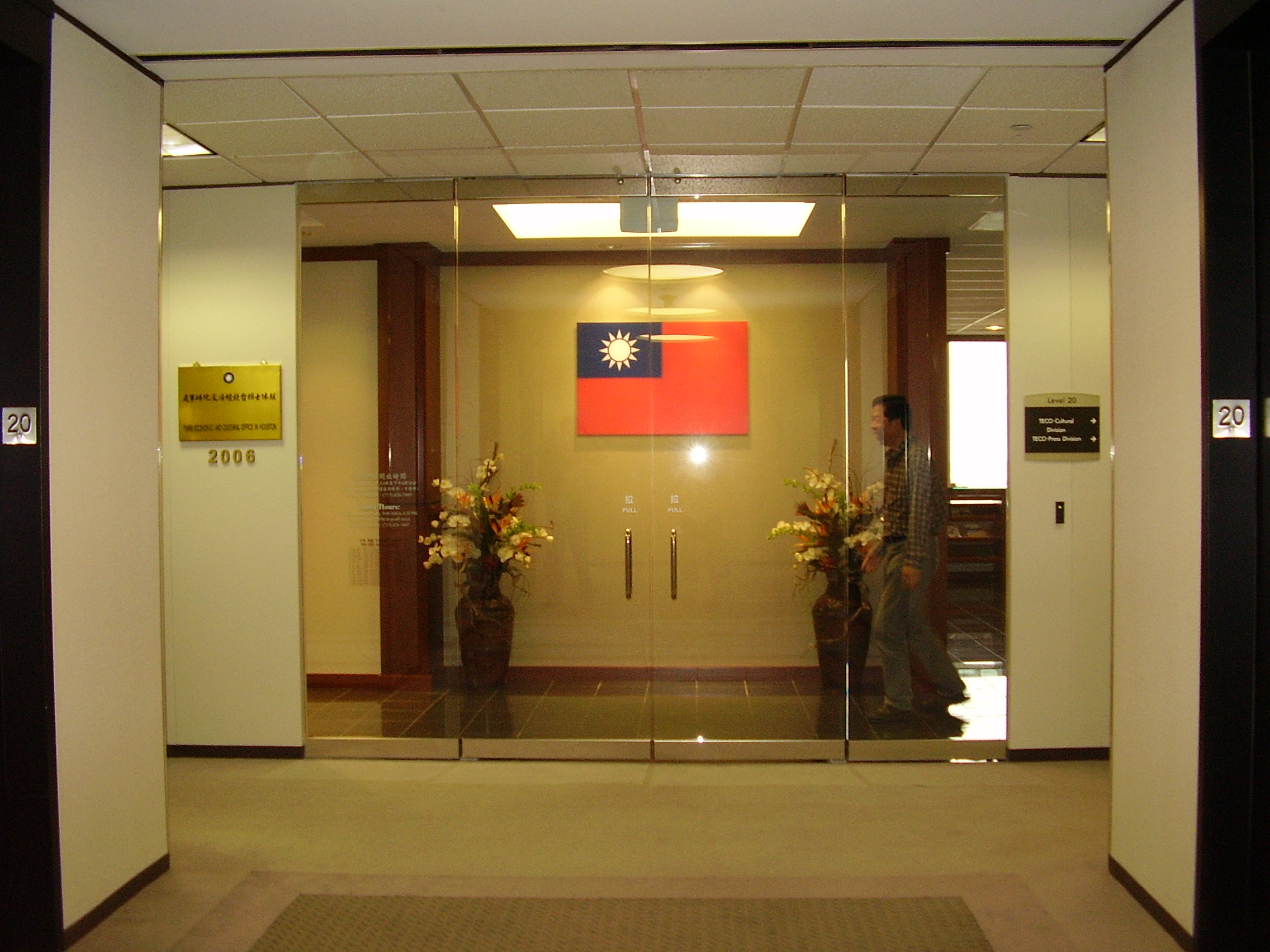
駐ヒューストン台北経済文化弁事処

- 日本：臺北駐日經濟文化代表處, 台北駐日経済文化代表処, Taipei Economic and Cultural Representative Office in Japan,
  - 1972年断交、設立。
- アメリカ合衆国：駐美國台北經済文化代表處, Taipei Economic and Cultural Representative Office in the United States（英語版）
  - 1979年3月設立。1994年10月、「北米事務協調委員会駐米国弁事処」から改称。首都ワシントン以外の12都市に弁事処。
  - 政治部（Politival Division）、議会連絡部（The Congressional Liaison Division）、国防連絡部（The Defense Liaison Division）、国防調達部（Defense Procurement Division）といった政治的・軍事的部署を擁するのが特徴。
  - カウンターパートは米国在台湾協会（American Institute in Taiwan, AIT）。
- イギリス：駐英國台北代表處（中国語版）, Taipei Representative Office in the U.K.（英語版）
  - 1963年9月設立（当初の名称はthe Free Chinese Centre）。1993年4月改称。カウンターパートはthe British Office Taipei。
- ロシア： 臺北莫斯科經濟文化協調委員會駐莫斯科代表處（台北モスクワ経済文化協調委員会駐モスクワ代表処）
  - 1993年7月設立。
- ドイツ：駐徳國臺北代表處（英語版）, Taipeh Vertretung in der Bundesrepublik Deutschland
- フランス：駐法國台北代表處（中国語版）, Bureau de Représentation de Taipei en France（フランス語版）
  - 1974年設立。1995年改称。
- イタリア：駐義大利臺北代表處（中国語版）, Ufficio di Rapprenzentanza di Taipei in Italia
  - 1990年設立。1996年改称。
- 欧州連合・ ベルギー：駐歐盟兼駐比利時代表處（中国語版）（駐EU兼ベルギー代表処）, Taipei Representative Office in the EU and Belgium（英語版）
  - 1971年10月設立（当初の名称は中山文化中心）。その後、台北経済文化弁事処、駐ベルギー台北代表処を経て、2001年、現在の名称に改称。
- カナダ：駐加拿大台北經済文化代表處（中国語版）, Taipei Economic and Cultural Office in Canada（英語版）
  - 1991年10月設立。他3都市に弁事処。
- オーストラリア：駐澳大利亞臺北經濟文化辦事處（中国語版）, Taipei Economic and Cultural Office in Australia（英語版）
  - 1991年11月設立。
- 韓国：駐韓國台北代表部（中国語版）, Taipei Mission in Korea（英語版）
  - 1992年断交。1994年1月設立。釜山に弁事処。
- 南アフリカ共和国：駐南非共和國台北聯絡代表處, Taipei Liaison Office in the RSA
  - 1998年末断交。1999年1月設立。他2都市に弁事処。
- リトアニア：駐立陶宛台灣代表處（中国語版）, The Taiwanese Representative Office in Lithuania
  - 2021年11月設立。

## 各国の代表処組織

### 日本

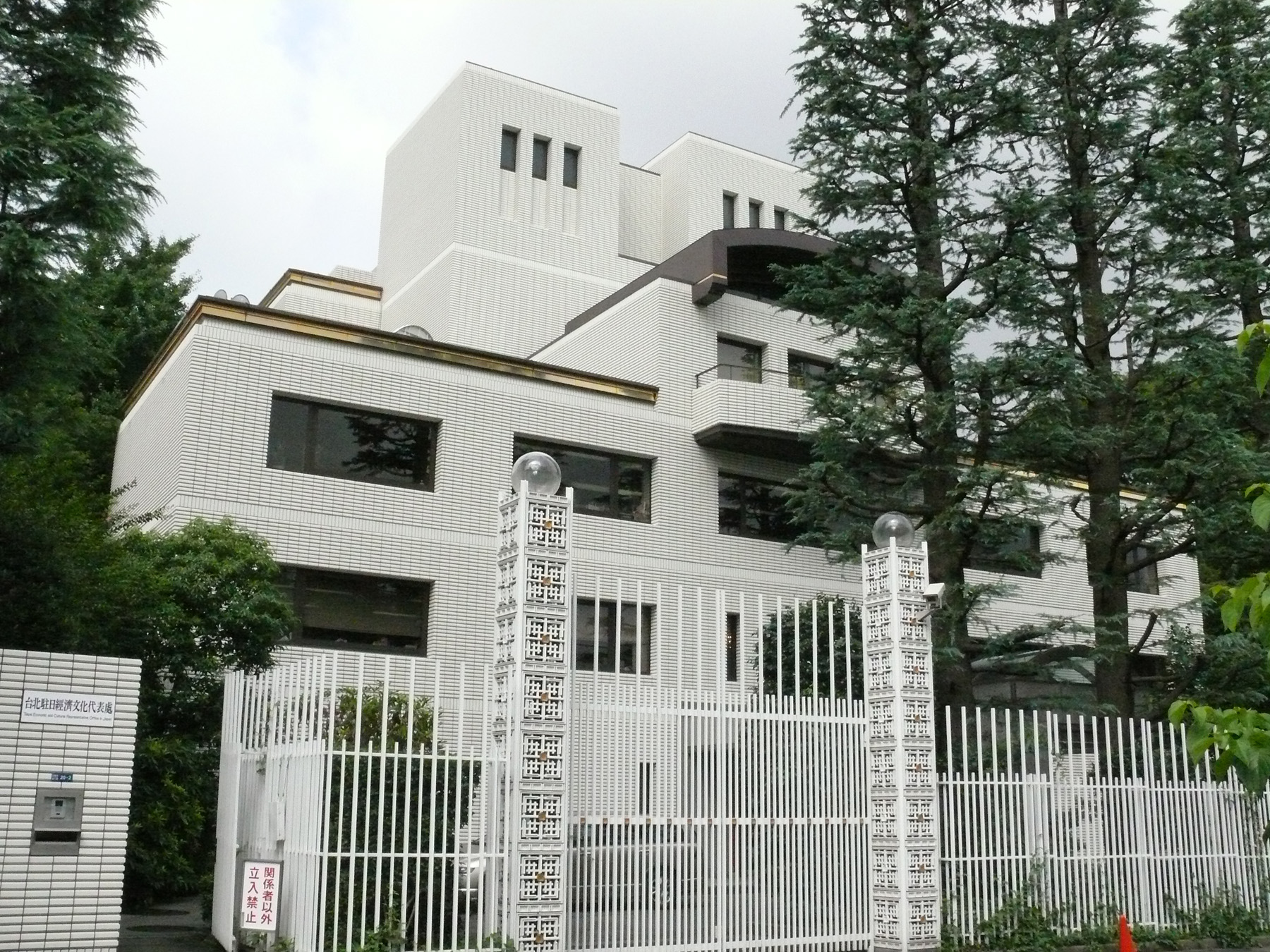
台北駐日経済文化代表処

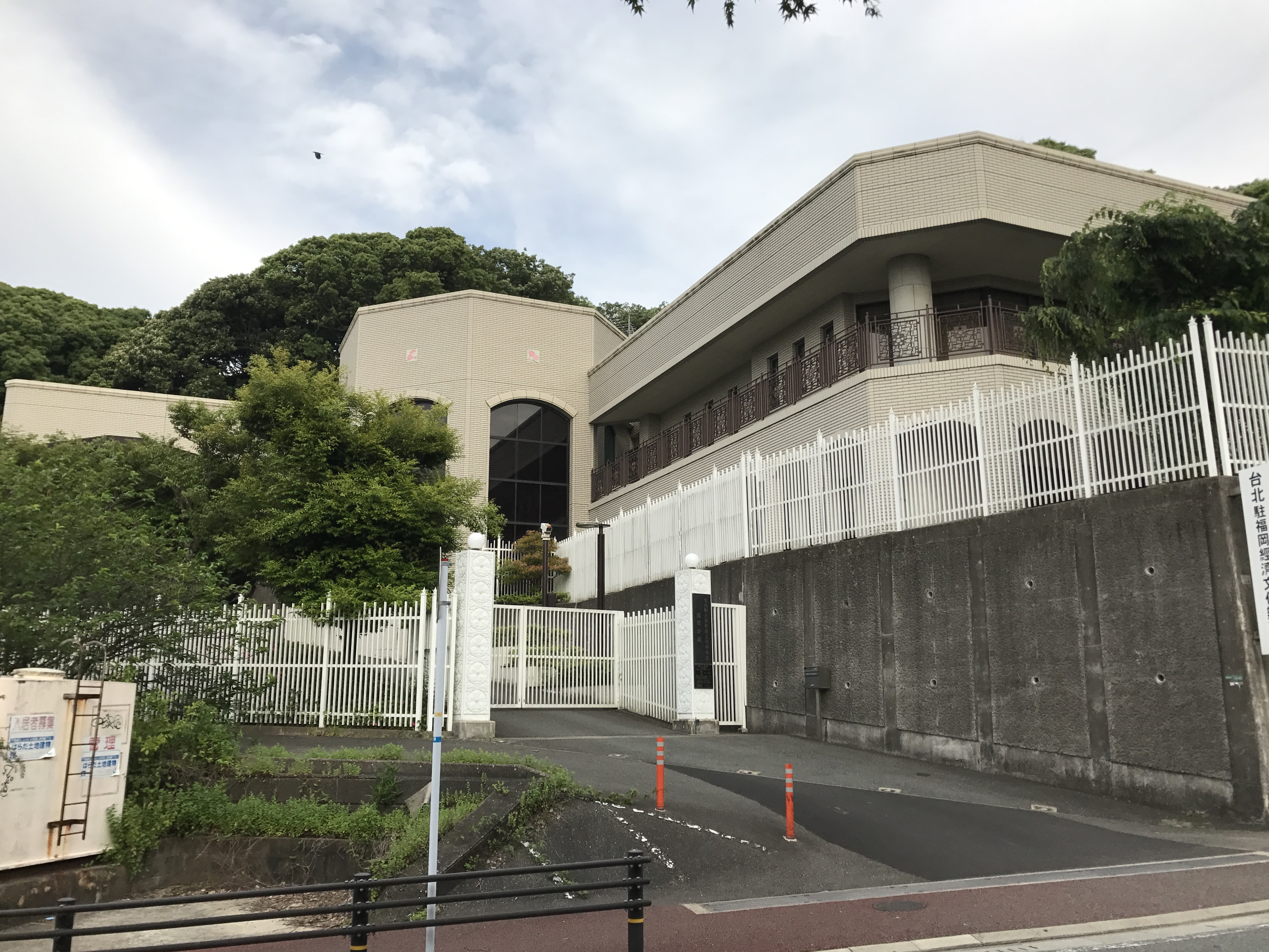
台北駐福岡経済文化弁事処

1972年9月、日本国と中華人民共和国が日本国政府と中華人民共和国政府の共同声明に調印し、日本と中華民国が国交を断絶。同年12月、亜東関係協会（現：台湾日本関係協会）と財団法人交流協会（現：日本台湾交流協会）との間の在外事務所相互設置に関する取り決めにより、翌1973年に設置された。1992年、「亜東関係協会東京弁事処」から現在の名称に変更した。
日本における事実上の台湾大使館の役割を果たしており、中華民国総統により選任されている代表者の「駐日代表」は、事実上の駐日中華民国大使に相当する（ただし上述の通り、治外法権や外交特権はない）。台北駐日経済文化代表処のホームページにおいても、「民間の機構ではありますが、実質的には大使館や領事館の役割を果たしています。」と説明がなされている。
所在地は、東京都港区白金台5丁目20番2号。台湾政府の法人格が認められていないため、不動産登記は購入当時の代表者個人名義のままになっているとされる。査証部、経済部、文化部、広報部、僑務部、科学技術部、秘書部があり、広報部は、日本語広報・情報紙『台湾週報』を毎週刊行している。東京の「代表処」のほかに、大阪、福岡に「弁事処」、札幌、横浜、那覇に「分処」が設置されている。
民進党の陳水扁政権下で「台湾正名運動」が広まったことに伴い、許世楷駐日代表が就任後まもなく、「台湾駐日経済文化代表処」に変更したい旨を表明していた。しかしその後も改称は実現せず、2013年3月現在も「台北駐日経済文化代表処」のままである。
日本側のカウンターパートは公益財団法人日本台湾交流協会。台北事務所は、台湾における事実上の日本大使館に近い機能を有している。